# 今川貞延
今川 貞延（いまがわ さだのぶ）は、室町時代中期の武将。遠江今川氏6代目当主。陸奥守、遠江守護。堀越貞延（ほりこし さだのぶ）とも。

## 概略
寛正6年（1464年）に先代の範将が没すると、局面が混迷するさなか遠江今川氏を継いだ。一時、幕府に所領を没収されたが、貞延による存続が許された。貞延の在任時期は、遠江領内での一揆の頻発、狩野氏との合戦、斯波氏との対立、京では応仁の乱が拡がるなど、常に不安要素を抱えての運営であった。
- 宗家である駿河今川氏の今川義忠と共に挙兵。

- 文明年間、貞延は見付端城を築城、見付を支配下に置いた。

などの働きを示している。文明6年（1474年）に戦死。

## 死後
貞延死去の同年、今川義忠は狩野氏を破るなど、たびたび遠江へ侵攻する。これは、遠江今川氏の遠江支配権回復という名目よりも駿河今川氏による直接支配に乗り出した印象を強めた。ただし、2年後の義忠の横死により、斯波氏との抗争は膠着した。
貞延の子に一秀と貞基がおり、前者は瀬名に移ったことから瀬名氏を称し、後者は堀越に居を構えたため堀越氏を興した。
やがて、遠江は今川氏親によって平定されたために遠江今川氏の血族は、駿河今川氏の臣下に組み込まれていく形になり、しばしのあいだ存続する。

## 人物
当初は武勇に秀でたが、歌や書にも優れていたため、次第に風流人としての一面を用いるようになっていった。

## 系譜
『寛政重修諸家譜』（巻第九十五）の「瀬名」系譜は、父親を先代の今川範将としている。
『土佐国蠧簡集残篇四』所収「瀬名家系図」は子を一秀、貞基・某安房守室・関口刑部少輔室とし、一秀以外の3人を別腹と載せている。関口刑部少輔は関口氏兼のことと推定され、夫妻の子である刑部少輔某（幼名は慶王）が死去したために一秀の孫で貞基の外孫でもある関口氏純（一般には親永と呼ばれる）が婿養子になって関口刑部少輔家を相続したと推測されている。
貞延の父親を先々代今川貞相とする（貞延を範将の弟とする）説もある。父子相続のままでは貞延の後裔たち（関口氏純や築山殿など）が、宗家・駿河今川氏の当主と生存年代が噛み合わなくなることが挙げられる。